# هيفاء (اسم)
هَيْفاء  اسم علم مؤنث عربي. معناه: ضامرة البطن، دقيقة الخصر. من الفعل هافَ: عطش. ويسمون به اليوم مُرخماً: هيفا، هيفة. وكانوا قديماً يسمون به مُعرفاً بألألف و اللام، مثل الهيفاء القضاعية التي كانت شاعِرة من شواعر العرب.

## شخصيات تحمل هذا الاسم
- هيفاء وهبي مطربة لبنانية.
- الأميرة هيفاء الفيصل آل سعود أميرة سعوديه
- هيفاء حسين ممثلة بحرينية.
- هيفاء عادل ممثلة ومنتجة كويتية.
- هيفاء بيطار قاصة وروائية سورية.
- هيفاء عبد الحق لاعبة كرة يد تونسية.
- هيفاء المنصور مخرجة سينمائية سعودية.
- هيفاء واصف ممثلة سورية.
- هيفاء زنكنة روائية ومؤلفة ورسامة عراقية كردية.